# فیچ ریتینگز
فیچ ریتینگز (به انگلیسی: Fitch Ratings) شرکت خدمات مالی آمریکایی است، که در سال ۱۹۱۳ توسط جان نولز فیچ تأسیس شد و هم‌اکنون شرکت‌های هرست کورپوریشن و فیمالاک، هر یک ۵۰ درصد از سهام آن را در اختیار دارند.
شرکت فیچ ریتینگز یکی از ۳ سازمان ملی آماری بود، که به همراه استاندارد اند پورز و مودیز در سال ۱۹۷۵ توسط کمیسیون بورس و اوراق بهادار آمریکا به‌عنوان ۳ مؤسسه بزرگ رتبه‌بندی اعتباری شناخته شد. دفاتر مرکزی این شرکت در شهرهای لندن و نیویورک قرار دارد.